# 戰神復仇者神廟
戰神復仇者神廟（義大利語：Tempio di Marte Ultore）是一座古羅馬神廟，位於奧古斯都議事廣場。這座神廟在西元前2年竣工，奉獻給戰神復仇者，報復凱撒遇刺。在羅馬帝國末期對異教徒的迫害中，這座神廟被關閉。建築融合了多種建築風格。排列著八根科林斯柱式風格的柱子。